# Let the Bass Kick in Miami Bitch
Let the Bass Kick in Miami Bitch is een nummer uit 2009 van de Nederlandse dj Chuckie en het Amerikaanse dj-duo LMFAO.
Het nummer is een door de Amerikaanse DJ Inphinity gemaakte samenvoeging van de nummers "Let the Bass Kick" van Chuckie, en "I'm in Miami Bitch" van LMFAO. Het werd een hit in het Verenigd Koninkrijk en het Nederlandse taalgebied. In het Verenigd Koninkrijk haalde het nummer de 9e positie, en in zowel de Nederlandse Top 40 als de Vlaamse Ultratop 50 bereikte het nummer de 17e positie.